# Eros e Priapo
(Incipit, Eros e Priapo (manoscritto originale), Adelphi, Milano 2011)
Eros e Priapo: da furore a cenere è un pamphlet satirico e saggio polemico dello scrittore italiano Carlo Emilio Gadda, scritto tra il 1941 e il 1945 ma pubblicato in versione censurata solo nel 1967, dopo esser stato rifiutato da diversi editori.
Riflessione storica feroce su Benito Mussolini e i vent'anni di dittatura fascista in Italia, Gadda scrive il testo durante il suo soggiorno fiorentino negli anni finali della Seconda guerra mondiale. Va detto che egli fu a lungo un sostenitore del regime, dal quale aveva lentamente preso le distanze già prima della guerra e della sua caduta.

## Genesi e pubblicazione
Progettato dall'autore nella seconda metà del 1944, una sezione del terzo capitolo fu pubblicata, dopo travagliate vicende, sulla rivista Officina tra il 1955 e il 1956 col titolo Il primo libro delle Furie. Enrico Falqui rifiutò il testo autografo con l'accusa di oscenità. Il trattamento edulcorante del testo manoscritto, difeso a lungo da Gadda dagli editori, fu infine approntato.
Fu pubblicato in volume, con ingenti variazioni ed edulcorazioni del testo decise da Gadda stesso coadiuvato da Enzo Siciliano, solo nel 1967. Nel gennaio 2010 il manoscritto originale è stato ritrovato nell'Archivio Gadda di Arnaldo Liberati, erede dei diritti d'autore di Gadda. Nell'ambito del progetto di ripubblicazione delle opere di Gadda presso la casa editrice Adelphi, iniziato nel 2011, la nuova edizione critica del saggio, basata sulla versione autografa del manoscritto originale, è stata pubblicata a cura di Paola Italia e Giorgio Pinotti.

## Stile
Fra le opere che hanno ispirato lo stile di Gadda nella scrittura di Eros e Priapo vi sono state l'Inferno di Dante, Le sollazzevoli istorie di Honoré de Balzac, il Viaggio sentimentale di Laurence Sterne, Maia. Laus vitae di Gabriele D'Annunzio; fra gli autori antichi, influenti furono le opere di Aristofane, Plauto, Catullo, Giovenale ed infine l'Apocalisse, attribuita all'apostolo Giovanni.
Il saggio è anche un laboratorio linguistico nel quale Gadda scatena tutta la sua capacità mimetica e parodica, adottando frequentemente le cadenze e il vocabolario di uno scrittore del Dugento fiorentino, il «De Madrigal», una maschera dello stesso Gadda ("Alì Oco De Madrigal" è l'anagramma del nome dell'autore), il quale, con la propria furia linguistica e sintattica, incendia la polemica portandola a vette d'intensità letteraria e intellettuale tra le più elevate toccate dalla scrittura gaddiana. In merito allo stile linguistico di Eros e Priapo, per Gadda "la lingua avrebbe dovuto essere una prosa toscana di tipo cinquecentesco: «Una contaminazione Machiavelli-Cellini, fiorentino odierno, con qualche interpolazione dialettale»".
Nel saggio non viene mai menzionato il termine "fascismo", mentre il nome di Mussolini viene ripetuto con numerosi nomignoli e insulti dall'inizio alla fine; fra questi vi sono: «Furioso Babbeo», «il Sozzo nostro», «il Somaro principe», «il Primo Racimolatore e Fabulatore delle scemenze», «il Giuda-Maramaldo», il «Paflagone-smargiasso», «Priapo moscio», «l'Appiccato Carogna», «il Gran Correggione del Nulla», «il Fava», «il Predappio-Fava», «il Culone in Cavallo», «El Fava impestatissimo», «il Batrace Stivaluto», «il Priapo Tumefatto», «il Fabulatore ed Ejettatore delle scemenze» ed «il Grinta».

## Esame critico del fascismo italiano

### Una psicoanalisi del fascismo
A differenza di altri scrittori italiani, il distacco dal fascismo da parte di Gadda non si configura come una semplice rimozione dei valori mussoliniani e l'adozione di nuovi o diversi ideali. Gadda sente il bisogno di capire che cosa sia stato il fascismo in Italia, al di là di facili semplificazioni, e di penetrarne la natura più intima attraverso ricchi aneddoti ed episodi narrativi. Questo lo porta a costruire una vera e propria «psicoanalisi del fascismo», animata da un autentico furore distruttivo, con la quale smonta da cima a fondo le ragioni profonde, di origine psicopatologica, che portarono alla presa di potere di Mussolini, all'instaurazione del regime fascista e alla totale servitù-adorazione del popolo italiano per il Duce, durata vent'anni.
Fin dal primo paragrafo Gadda lancia la sua accusa al fascismo, quella di aver avuto come programma la cancellazione della vita, l'Eros filosofico appunto, in nome dell'imperio e della repressione:
«Li associati per cui per più d'un ventennio è venuto fatto di poter taglieggiare a lor posta e coprir d'onta la Italia, e precipitarla finalmente a quella ruina e in quell'abisso ove Dio medesimo ha paura guatare, pervennero a dipingere come attività politica la distruzione e la cancellazione della vita, la obliterazione totale dei segni della vita. Ogni fatto o atto della vita e della conoscenza è reato per chi fonda il suo imperio sul proibire tutto a tutti, coltello alla cintola».

### La psicopatologia del fascismo
Al centro della «psicoanalisi del fascismo» si staglia la figura di Priapo, divinità greca che per Gadda simboleggia lo sfoggio maschilista, fallocentrico, esibizionista, narcisista e in ultima analisi il carattere nevrotico e isterico del fascismo. La fallocrazia fascista viene da Gadda esaminata nei minimi dettagli, dall'abbigliamento delle camicie nere ai rituali collettivi, dalle grandi adunate romane al totale controllo di ogni aspetto della vita quotidiana degli italiani sotto il regime. Ne risulta non solo un'analisi minuziosa dei simboli e delle parole d'ordine del regime, ma anche una ricostruzione attenta delle radici profonde che il fascismo ha nella storia italiana.
L'altra divinità greca del titolo del saggio, Eros, riconduce alle fasi dello sviluppo psicosessuale del bambino secondo la teoria della psicoanalisi freudiana. Gadda mette in parallelo la psicologia legata alle pulsioni sessuali inconsce e il fascino che hanno subito gli italiani (in particolare le donne) per la figura di Mussolini.
Secondo Gadda, il fascismo fu caratterizzato dalla personalizzazione dell'ideologia intorno alla figura centrale di Mussolini (nel libro soprannominato "Il Fava"), al suo culto della corporeità e dell'immagine.
Gadda infatti, a differenza di altri critici del regime, non considerò il fascismo una dittatura "caduta dal cielo" sull'innocente popolo italiano, ma di leggerlo come manifestazione di tendenze di lunga durata della cultura (o piuttosto della mancanza di cultura) nazionale, come epifania di alcune fondamentali manchevolezze del popolo italiano nel suo insieme. In questo Gadda rientra in una lunga tradizione di critici "anti-italiani" della cultura nazionale.

## Influssi culturali
Nella sua ricerca delle cause che portarono alla nascita del fascismo, in quegli anni Gadda divenne un appassionato di psicoanalisi, leggendo e studiando molte opere di Sigmund Freud: l'Introduzione alla psicanalisi, i Saggi di psicanalisi, Psicopatologia della vita quotidiana, i Saggi di psicanalisi applicata e Totem e tabù. Nel frattempo tornò a leggere gli scrittori classici della letteratura latina, in particolare Tacito e Svetonio.
Era affascinato dalla psicologia di Tiberio, che riviveva quasi nella «evidenza di un referto»: con la sua reticenza pensosa, lo stanco desiderio di solitudine, il disdegnoso disprezzo del mondo, il rancoroso delirio di persecuzione, le fantastiche turpitudini senili. Tra i moderni, amava soprattutto le Memorie di Saint-Simon. Non voleva una restaurazione arbitraria di alcuni temi, ma un'immagine totale dell'esistenza, quella stessa che avrebbe inseguito, poco tempo dopo, nel romanzo Quer pasticciaccio brutto de via Merulana.

## Edizioni
- Eros a Priapo: da furore a cenere, Milano, Garzanti, 1967.
- Saggi, giornali, favole II (contiene il testo critico di Eros e Priapo stabilito da Giorgio Pinotti nel 1990), Collana I Libri della Spiga, Milano, Garzanti, 1992.
- Eros e Priapo. Versione originale (redazione del 1944-45, inedita), a cura di Giorgio Pinotti e Paola Italia, Collana Biblioteca n.658, Milano, Adelphi, 2016, ISBN 978-88-459-3116-1.